# 시흥 소래산 마애보살입상
시흥 소래산 마애보살입상(始興 蘇萊山 磨崖菩薩立像)은 대한민국 경기도 시흥시 대야동 소래산에 있는 고려시대의 마애불이다.
2001년 9월 21일 대한민국의 보물 제1324호 시흥 소래산 마애상(始興 蘇萊山 磨崖像)으로 지정되었다가, 2010년 8월 25일 현재의 명칭으로 변경되었다.

## 지정사유
마애상은 장군바위라고 부르는 암벽에 선각되어 있다. 머리에는 당초문이 새겨진 모자모양의 원통형 보관을 쓰고 있으며 작고 좁은 관대가 옆으로 휘날리고 있다. 목에는 삼도가 굵은 띠처럼 새겨져 있다. 넓은 어깨에 통견의 법의를 걸쳤고, 가슴에는 대각선으로 가로지른 화문이 새겨진 엄액의와 그 밑으로 띠매듭이 있다. 화문이 새겨진 대각선의 엄액의에서 통일신라 말기의 특징이 남아 있다. 가슴 밑에서부터 반원을 그리며 규칙적으로 흘러내린 주름은 볼륨감은 없으나 유려한 선으로 이어져 있다. 반원으로 둥글게 흘러내린 상의자락 밑 양쪽으로 발을 벌렸는데 발가락의 표현이 매우 섬세하다. 균형 잡힌 신체에 사각형의 각진 얼굴, 양어깨를 덮은 통견식 법의, 원통형 보관에 인동 당초문이 선각된 점 등이 특징적이다.
특히, 당초문을 새긴 원통형의 화려한 보관과 통견식의 여래형 법의는 고려 전기 석조상의 특징으로 조성년대를 추정할 수 있는 근거가 된다. 10m 이상으로 상의 규모가 대형화되며, 원통형의 보관을 쓰고 통견식의 법의를 입은 점에서 고려 전기 조각의 보편적인 특징을 보여 주고 있다.
시흥소래산마애상은 약 5mm 정도의 얕은 선각임에도 불구하고 보존상태가 좋은 편이며 기법이 우수하고 회화적인 표현이 뛰어난 세련된 작품이다.

## 같이 보기
- 소래산

## 참고 자료
- 시흥 소래산 마애보살입상 - 국가유산청 국가유산포털